# Mercedes, Mexiko
Mercedes är en ort i Mexiko.   Den ligger i kommunen Tenejapa och delstaten Chiapas, i den sydöstra delen av landet, 800 km öster om huvudstaden Mexico City. Mercedes ligger 2 403 meter över havet och antalet invånare är 306.
Terrängen runt Mercedes är kuperad. Runt Mercedes är det ganska tätbefolkat, med 155 invånare per kvadratkilometer. Närmaste större samhälle är San Cristóbal de las Casas, 14,9 km väster om Mercedes. I omgivningarna runt Mercedes växer i huvudsak städsegrön lövskog.